# DRIP
Een Dynamisch Route-informatiepaneel, ook wel DRIP, is sinds 1990 een instrument waarmee verkeersinformatie kan worden gegeven aan de weggebruiker op het Nederlandse wegennet. Doel van een DRIP is de verdeling van het verkeersstroom op verkeerswegen te optimaliseren, de congestiekans te verkleinen, en het reiscomfort van weggebruikers te verhogen. In het buitenland wordt meestal gesproken over een variable Message Sign. In de toekomst zullen DRIP's verdwijnen en vervangen worden door in-car-technologie. De boodschappen die DRIP's tonen worden verzameld door het Nationaal Dataportaal Wegverkeer.

## Functioneren
DRIP's bestaan uit LED- of lichtgeleiderscherm (lamptechnologie) waarop zowel tekst en symbolen getoond kunnen worden. Hierdoor kunnen diverse berichten getoond worden met verschillende doelen. Voorbeelden hiervan zijn:
- Reistijden; op de DRIP wordt een locatie genoemd zoals: tot aan knooppunt Beneluxplein. Met daaronder de reistijd zonder vertraging vanaf het punt waar de DRIP staat zoals 5 minuten. Mocht er zich een vertraging opdoen dan zal dit aangegeven worden met een + teken gevolgd door de vertragingstijd. In de verkeerscentrale heeft een wegverkeersleider de mogelijkheid om een symbool achter de vertragingstijd te plaatsen zoals het symbool van een ongeval. De weggebruiker weet hierdoor waardoor de vertraging ontstaat. Dit wordt een combitekst genoemd. Anno 2021 zijn er twee bronnen die gebruikt worden om de vertragingstijden berekenen: de meetlinten in de weg en floating car data (FCD).[3][4] Het verschilt per DRIP welke informatiebron gebruikt wordt.[4] Uiteindelijk zullen alle DRIP's in Nederland hun informatie uit (FCD) halen.[4]
- Grafisch; op een bermDRIP kan een grafische tekening getoond worden van de weg(en) die zich achter de DRIP bevinden zoals een ringweg. Alle wegen zijn wit en opgedeeld in wegvakken (tussen elke afslag is een nieuw wegvak). De knooppunten zijn ronde stippen. Wanneer een witte lijn rood wordt, betekent dit dat er file op dit wegvak staat. Dit zegt echter niks over de vertragingstijd van de file. Alleen de lengte is hieruit te halen. Net zoals bij een DRIP die reistijden toont, zijn floating car data en meetlinten in de weg de bron voor deze informatie.[3][4]
- Informerend; een DRIP kan door middel van symbolen en/of tekst een informerend boodschap tonen over een incident zoals een ongeval, voorwerp, wegafsluiting op de weg of bijzondere weersomstandigheden. Een voorbeeld hiervan is A13 dicht na Delft-Zuid.
- Sturend; een sturende boodschap is een aanvulling op een informerende boodschap. Op een sturende DRIP wordt niet alleen getoond wat er aan de hand is, maar ook wat de weggebruiker aangeraden wordt te doen. Een voorbeeld hiervan is A13 dicht na Delft-Zuid. Den Haag via A4. Dit bericht kan ondersteund worden door in dit geval een ongevalssymbool.
- Mottotekst; als een DRIP geen verkeersinformatie weergeeft, is er een mogelijkheid om mottoteksten op DRIP's te tonen.

### Symbolen
De volgende symbolen kunnen onder meer gebruikt worden op DRIP's. Deze symbolen zijn verkeersborden uit het Reglement verkeersregels en verkeerstekens 1990. Dit is ook afhankelijk van de leeftijd van de DRIP.

### Richtlijnen[5]
Er mag niet zomaar alles op een DRIP geplaatst worden. Er zijn richtlijnen opgesteld door de overheid over onder andere lay-out, afkortingen en hoe de informatie gebracht moet worden. Bij boodschappen op DRIP's wordt het principe van wat, waar en actie toegepast. Een voorbeeld: de A13 richting Den Haag dicht is door een ongeval en het verkeer moet omrijden via de A4. Op de DRIP zal links het ongevalsteken, J34, verschijnen (wat). Op de bovenste regel zal A13 ri Den Haag dicht komen te staan (waar). Op de onderste regel wordt dan de actie beschreven. In dit geval: Den Haag via A4. De tekst op de DRIP dient uitgelijnd te worden in de rijrichting. Dus als je links aan moet houden, dient de tekst links uitgelijnd te worden. Ook zal een pijl geplaatst worden die naar linksboven wijst.
Bij een informerende DRIP kan ervoor gekozen worden om alleen een symbool te tonen met slechts een regel tekst. Als er bijvoorbeeld water op het wegdek ligt vlak na een bermDRIP. Dan kan verkeersbord J20 groot getoond worden op de DRIP. Eronder de tekst wateroverlast of water op de weg.
Volgens de richtlijnen voor DRIP's mogen er geen commerciële bedrijven zoals winkelcentra of toeristische attracties op DRIP's getoond worden zoals A67 dicht na Helden, Attractiepark Toverland bereikbaar. Dit kan gezien worden als sluikreclame of belangenverstrengeling.
Uiteraard betreft het een richtlijn en wordt daar vanaf geweken als bijvoorbeeld de DRIP geen verkeersborden kan tonen. Ook op bermDRIP's past minder tekst, omdat ze kleiner zijn. Ook voor het verwijzen naar commerciële bedrijven zijn uitzonderingen.

## Soorten
Er bestaan drie soorten DRIP's:
- BermDRIP; een meestal vierkant vormige DRIP dat aan een steunpilaar vastzit en in de buitenberm staat.
- Rijbaanbrede DRIP; een grote rechthoekige DRIP die meestal de gehele rijbaan overspant. Deze DRIP's zitten vast aan een steunpilaar of een portaal.
- AutoDRIP; een mobiele uitklapbare DRIP die bevestigd zit aan het voertuig van een weginspecteur van Rijkswaterstaat of de provincie. De autoDRIP kan hooguit een à twee woorden tonen of een verkeersbord.
- Tekstkar; een tekstkar is een mobiele DRIP die tijdelijk langs de weg geplaatst wordt. Ze bevinden zich op een aanhanger en kunnen daardoor verplaatst worden. Een tekstkar dient zichzelf via een aggregaat of accu te voorzien van elektriciteit. Ze worden meestal ingezet bij evenementen en wegwerkzaamheden.
- Dynamische wegwijzers met display: in de bebording bevindt zich een LED-scherm waarop DRIP-teksten geplaatst kunnen worden.[2]

## Afbeeldingen

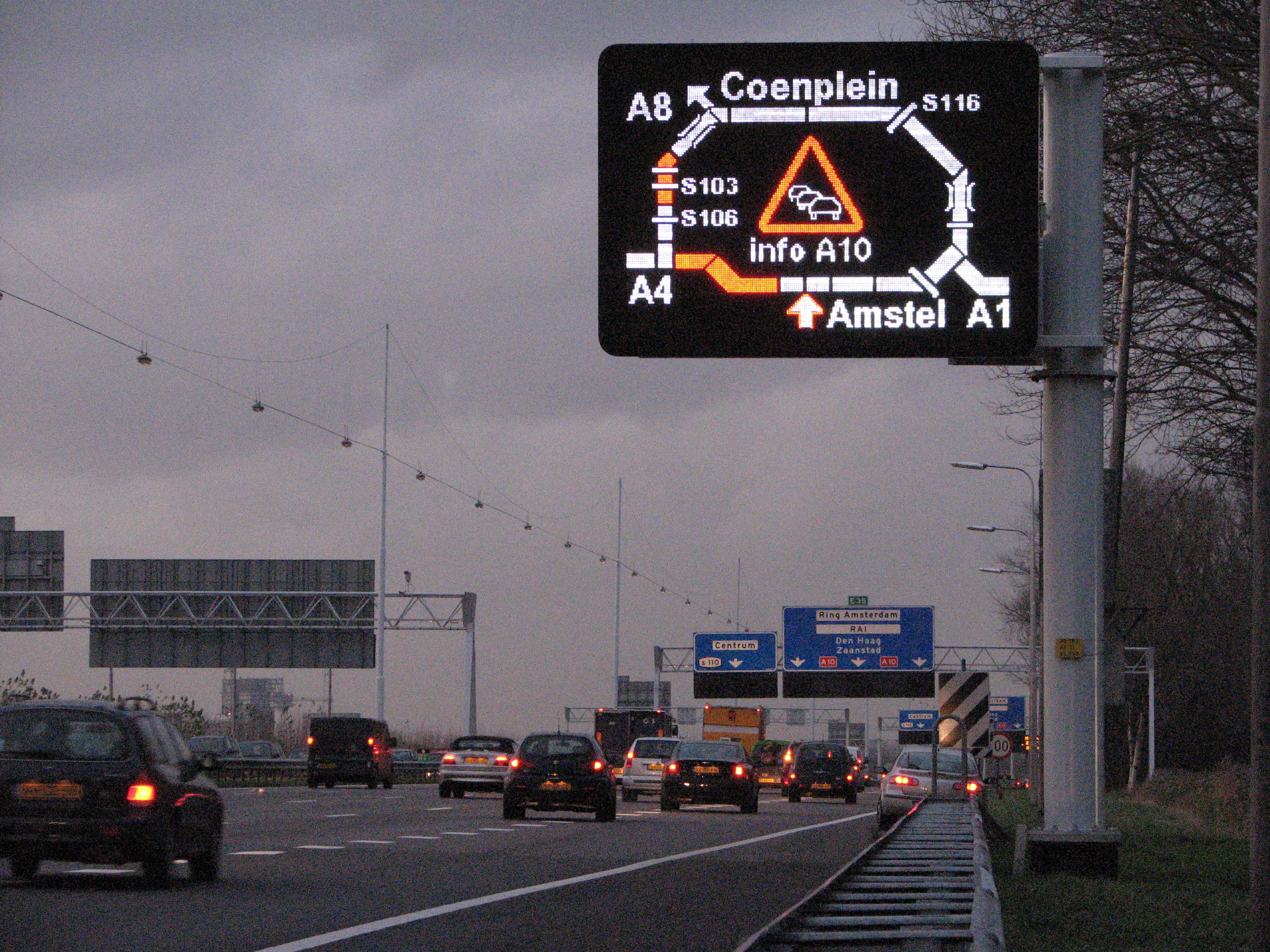
Een DRIP met een grafische boodschap. De rode lijnen geven file aan.
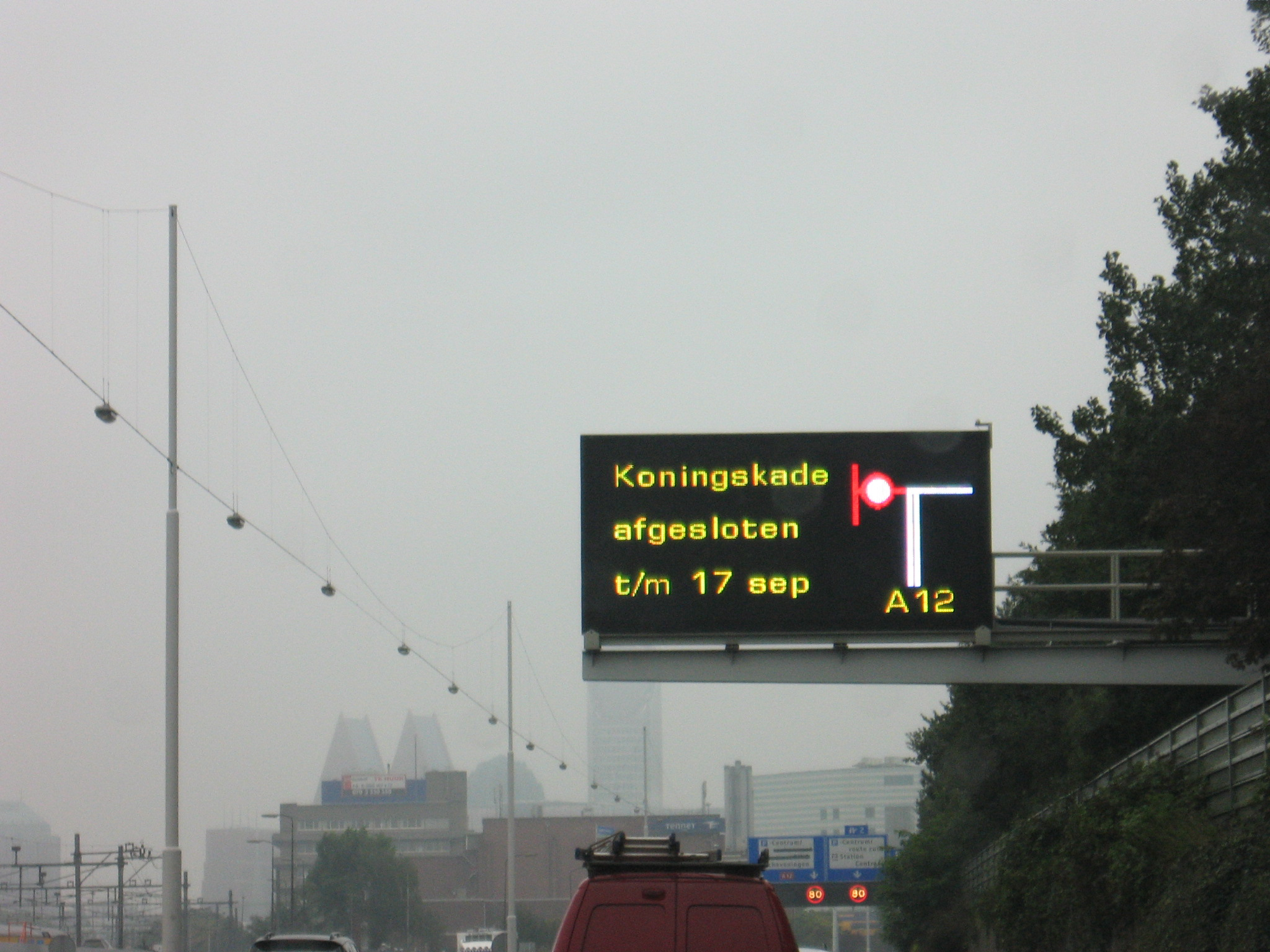
Informerende boodschap op een DRIP van de gemeente Den Haag langs de A12.
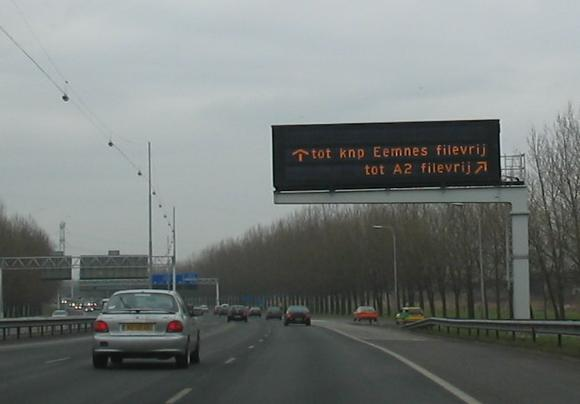
Een reistijden DRIP in 2005. Toen werd het woord filevrij op een DRIP nog toegepast.
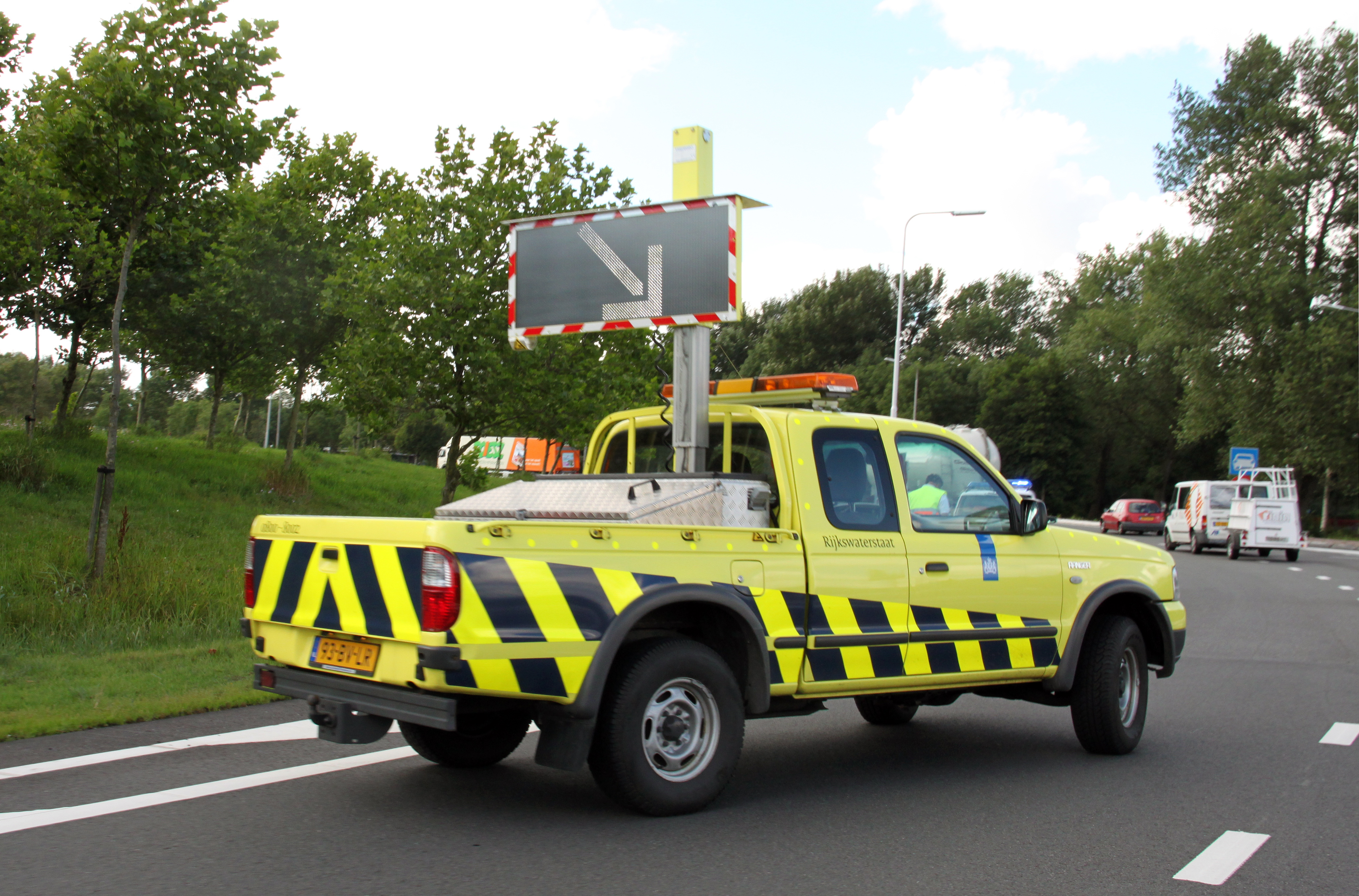
Een autoDRIP achterop een voertuig van een weginspecteur.
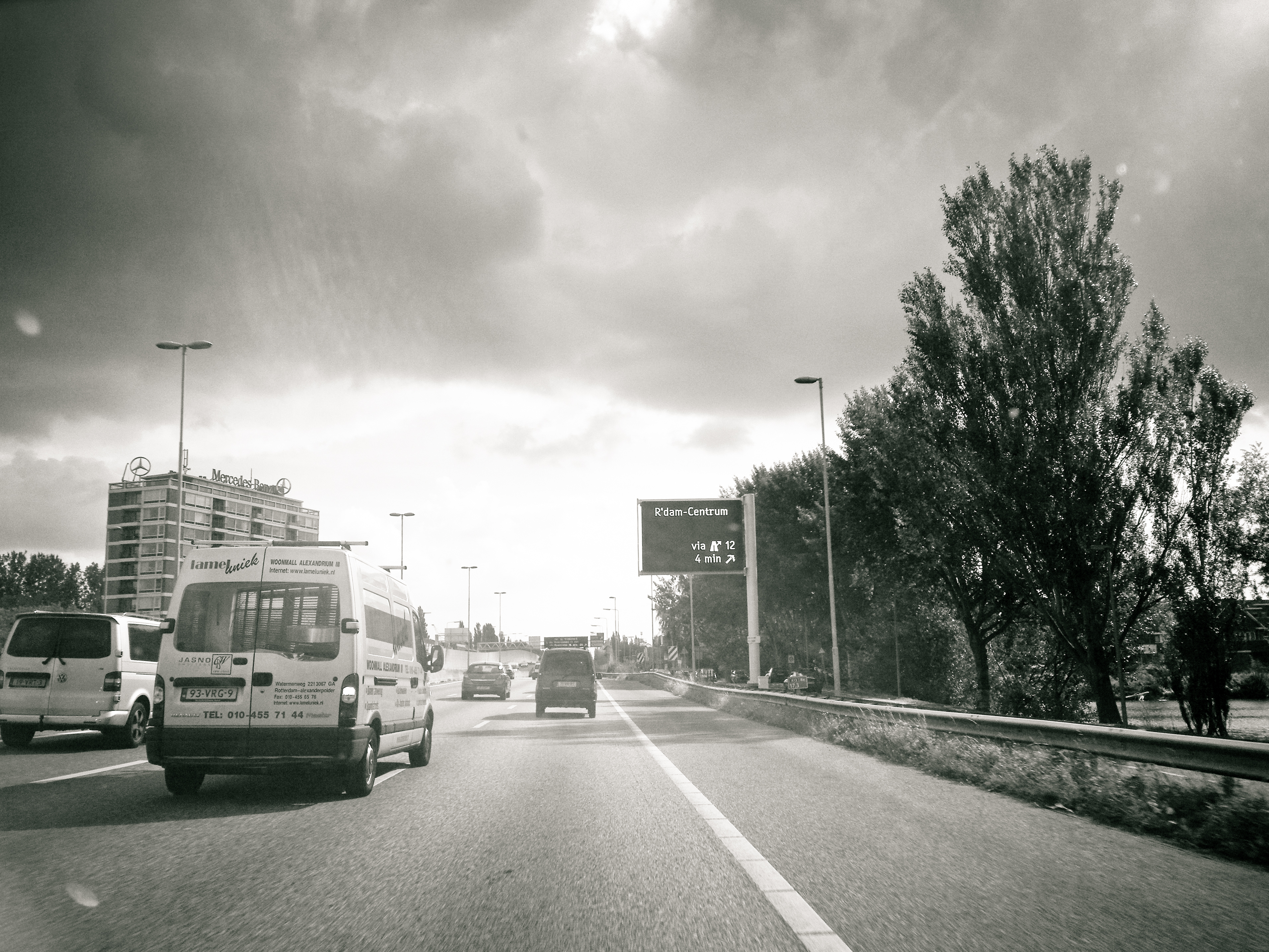
DRIP dat reistijden toont. Volgens de DRIP is het naar het centrum, via afslag 12, vier minuten. Ook is er geen vertraging.
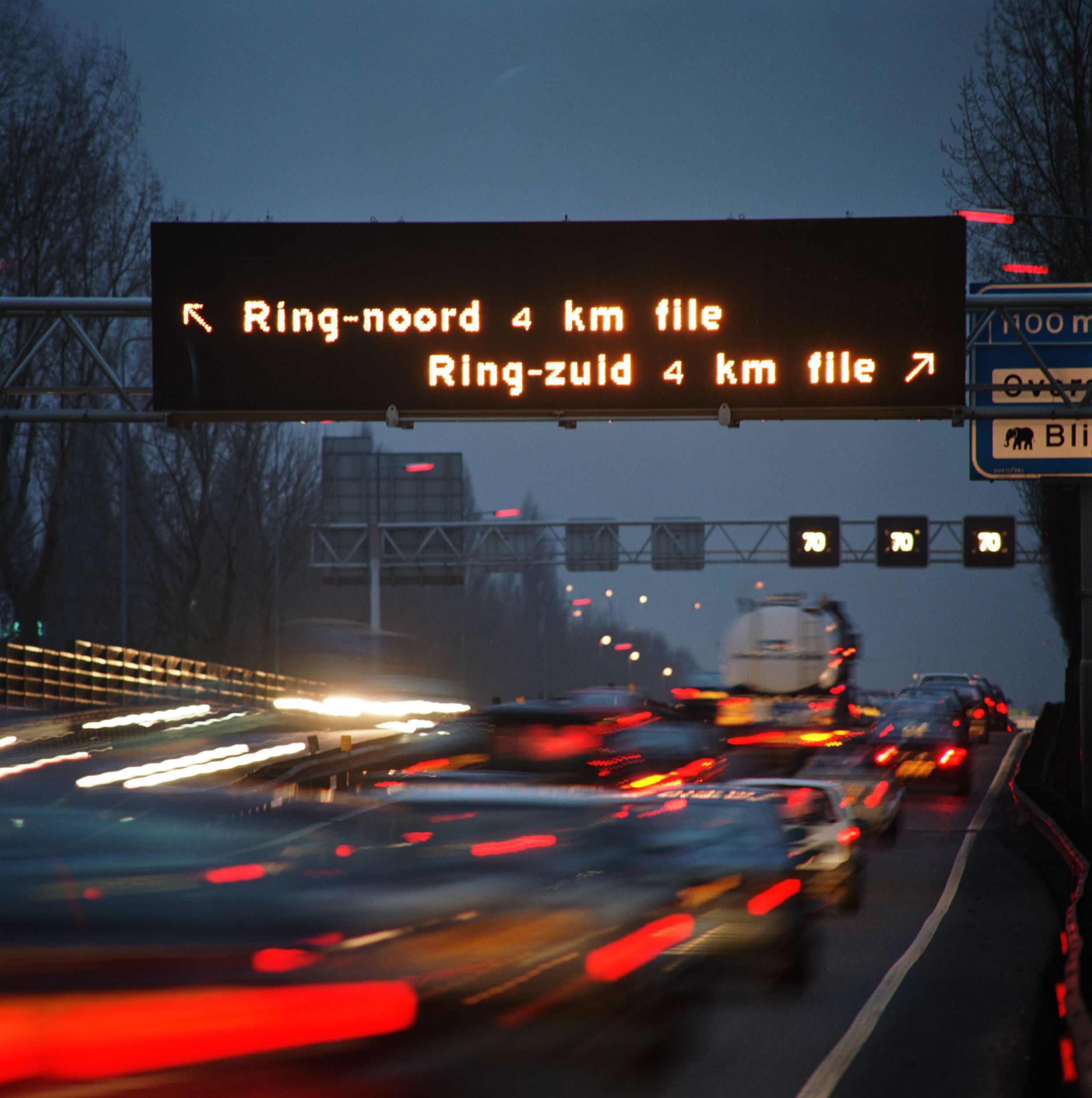
Anno 2021 worden lengtes van files niet meer benoemd op DRIP's.
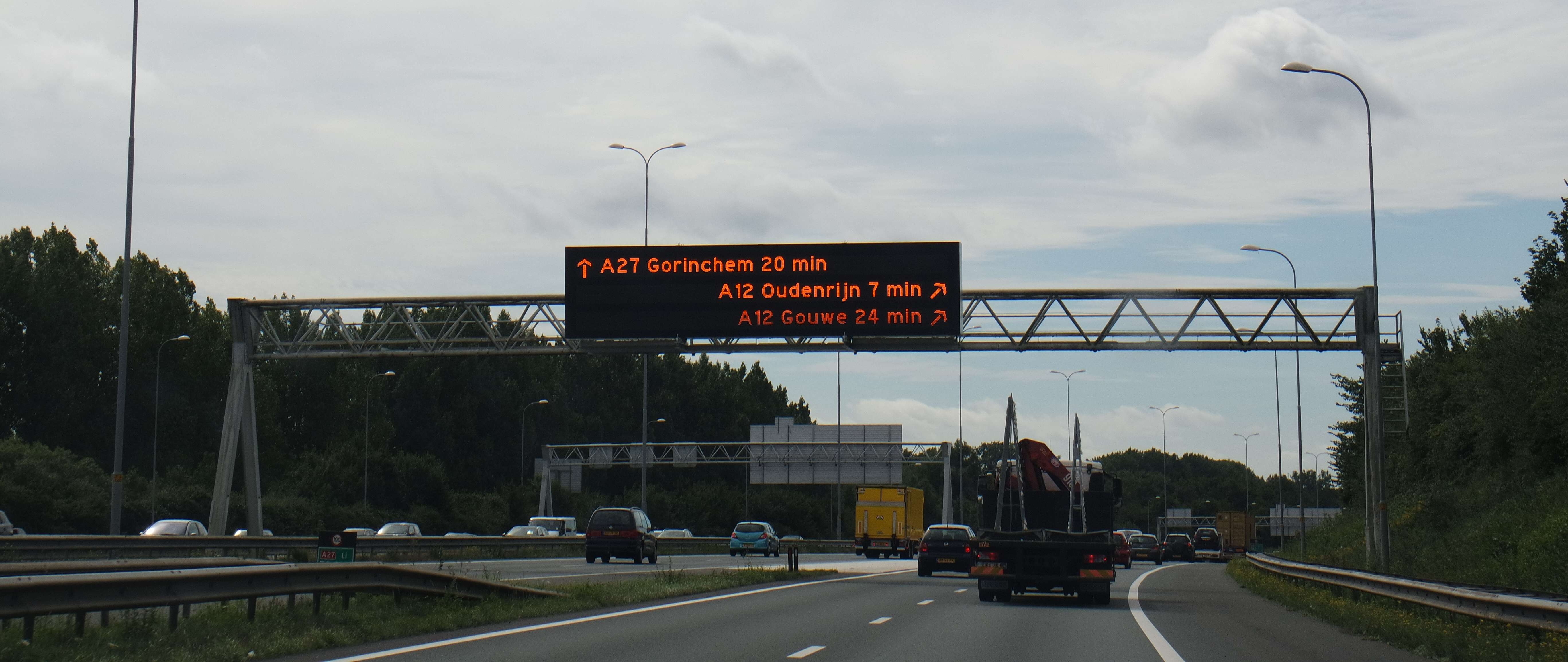
Rijbaanbrede DRIP over de A27 ter hoogte van knooppunt Rijnsweerd.
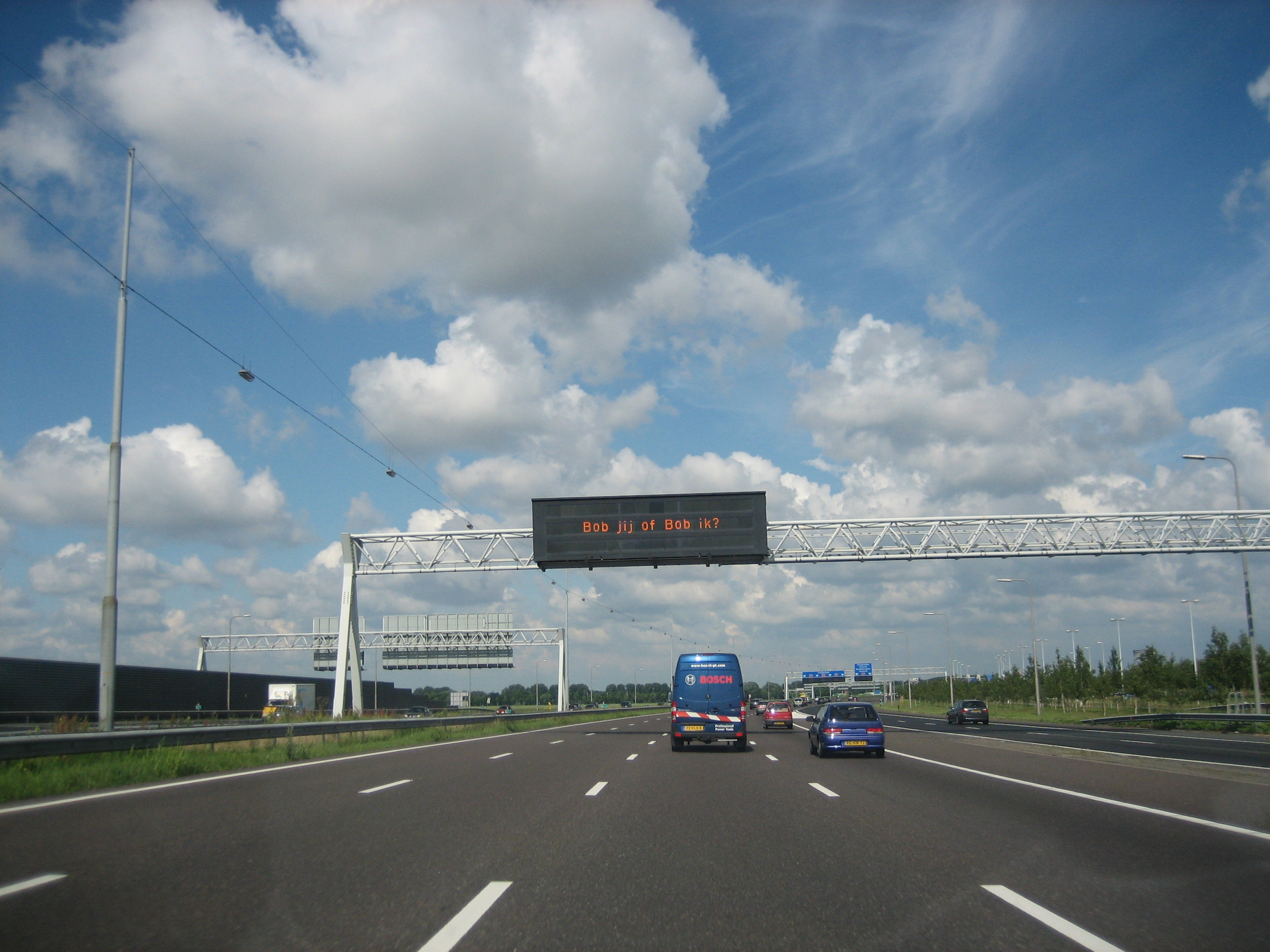
Mottotekst op een DRIP boven de A4.